# Pentacranaus niger
Pentacranaus niger – gatunek kosarza z podrzędu Laniatores i rodziny Manaosbiidae. Jedyny znany przedstawiciel monotypowego rodzaju Pentacranaus.

## Występowanie
Gatunek wykazany z Peru.